# Луси Лолес
Луси Лолес (енгл. Lucy Lawless) је новозеландска глумица, рођена 29. март 1968. у Маунт Алберту, Окланд (Нови Зеланд). Најпознатија је по улози Зине у ТВ серији Зина: Принцеза ратница.